# Мишел Жако
Мишел Жако (фр. Michèlle Jacot) је бивша француска алпска скијашица. Једина је Францускиња која је успела да победи у укупном поретку Светског купа.

## Биографија
Током каријере забележила је десет победа у Светском купу, од тога једну у спусту, шест у велеслалому и три слалому. Највеће успехе је остварила у сезони 1969/70. када је освојила велики кристални глобус и златну медаљу комбинацији, као и бронзу у слалому на Светском првенству 1970. у Вал Гардени.
Наредну сезону завршила је без победе иако је била другопласирана у укупном поретку Светског купа. Сезону 1972/73. је пропустила због повреде. На Светском првенству 1974. у Санкт Морицу освојила је сребрну медаљу у слалому. Након тога такмичила се још само наредне сезоне али без већег успеха, па је после трке у Вал Гардени 22. марта 1975. одлучила да престане са активним скијањем.
Сада живи у Шамонију, где ради као инструктор скијања.

### Освојени кристални глобуси
| Сезона | Дисциплина |
| ------ | ---------- |
| 1970.  | Укупно     |
| 1970.  | Велеслалом |

### Победе у Светском купу
| Датум              | Место       | Трка       |
| ------------------ | ----------- | ---------- |
| 9. фебруар 1969.   | Штерцинг    | Велеслалом |
| 14. март 1969.     | Мон Сент Ан | Велеслалом |
| 12. децембар 1969. | Вал д'Изер  | Слалом     |
| 4. јануар 1970.    | Оберштауфен | Велеслалом |
| 6. јануар 1970.    | Гринделвалд | Слалом     |
| 27. фебруар 1970.  | Ванкувер    | Велеслалом |
| 8. јануар 1971.    | Оберштауфен | Велеслалом |
| 9. јануар 1971.    | Оберштауфен | Слалом     |
| 20. јануар 1971.   | Шрунс       | Спуст      |
| 20. фебруар 1971.  | Шугарлоуф   | Велеслалом |